# Jonas Kjellgren

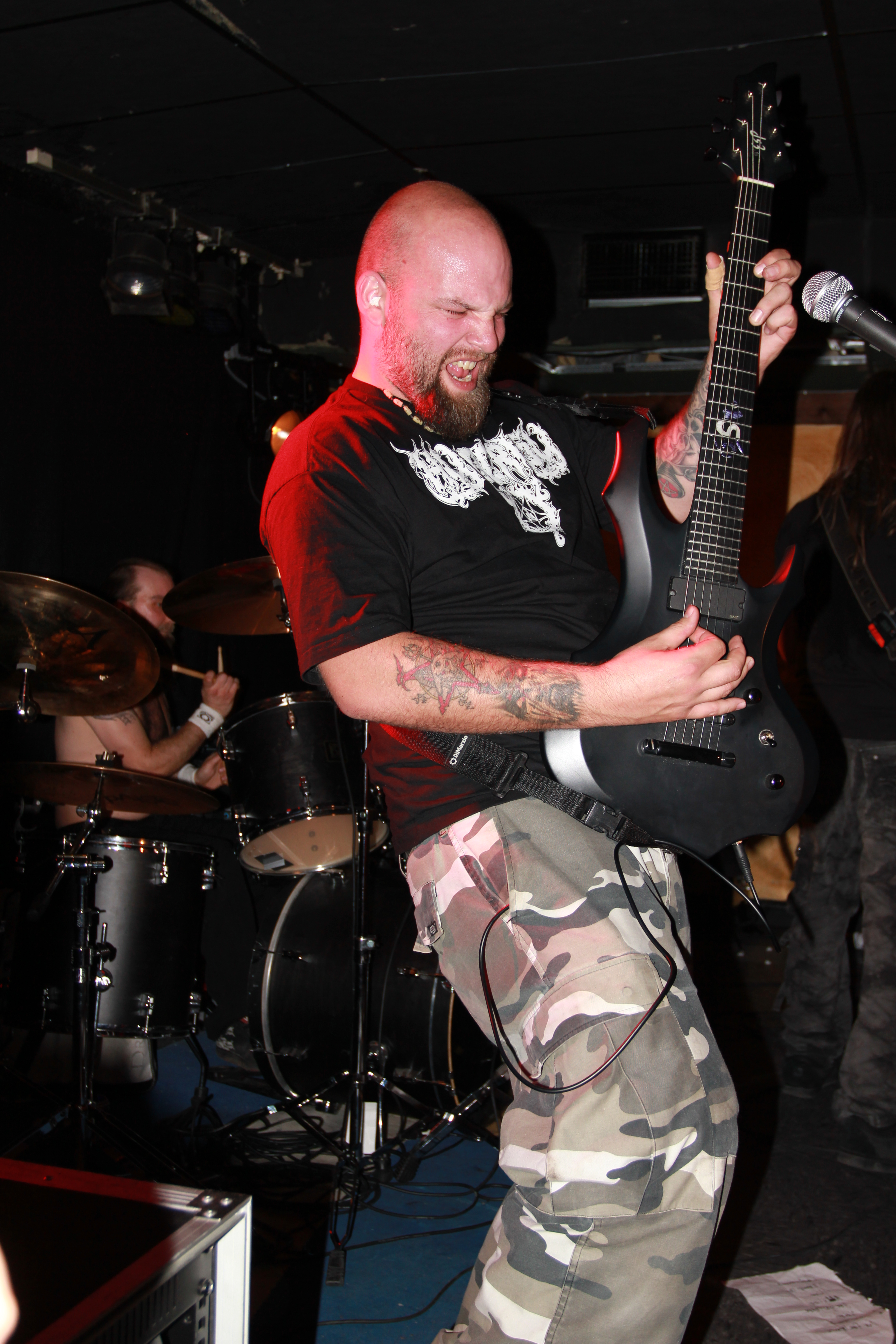
Jonas Kjellgren (2011)

Jonas Mats Kjellgren (* 4. Juli 1977 in Avesta) ist ein schwedischer Multiinstrumentalist und Sänger im Genre Metal. Er arbeitet auch als Toningenieur und Musikproduzent. Seit 2011 ist er Bassist der Band Raubtier.

## Leben
Kjellgren gründete seine erste Band 1987 im Alter von zehn Jahren, sie trug den Namen Ice-Snake.
Von 1994 bis 2001 sang Kjellgren in der Band Dellamorte, zudem war er von 1997 bis 2004 Sänger der Band Carnal Forge, mit der er fünf Alben veröffentlichte. Gitarre spielte er von 1998 bis 2006 für Centinex und von 2004 bis 2013 für Scar Symmetry. Seit 2011 spielt er Bass bei Raubtier.
Seit 2002 ist Kjellgren als Produzent, Mischer und Toningenieur an zahlreichen Alben und Singles beteiligt gewesen. Ihm gehören die Black Lounge Studios in Pärlby, in denen viele Metal-Bands aufnehmen, abmischen und mastern, doch die meisten Produktionen erledigt Kjellgren in Peter Tägtgrens Abyss Studio.
Kjellgren war als Gastmusiker an den Alben End of Disclosure, Coming Home und Skills in Pills von dessen Bands Hypocrisy, Pain und Lindemann beteiligt. Zudem war er bei zahlreichen Hypocrisy- und Pain-Aufnahmen für das Mastering zuständig und ebenso für viele Produktionen Tägtgrens wie Batavi von Heidevolk sowie Heroes, Carolus Rex und The Last Stand von Sabaton. Zudem spielen die beiden seit 2013 in der Bluesband Roadhouse Diet, in der Kjellgren singt und Gitarre spielt und Tägtgren Schlagzeug spielt. Für Roadhouse Diet komponiert er sämtliche Lieder und schreibt fast alle Texte. Seine Frau, Emma Kjellgren, schrieb zwei Texte auf dem Roadhouse-Diet-Album Ain't Got the Time.
Mit den Raubtier-Mitgliedern Pär Hulkoff und Mathias Lind sowie dem Bassisten Kenneth Seil, den er noch aus seiner Zeit bei Scar Symmetry kennt, spielt er seit 2012 in der Country-Band Bourbon Boys.

## Instrumente
Neben dem Gesang beherrscht Kjellgren zahlreiche Instrumente. Zumeist spielt er Gitarre, bevorzugt eine siebensaitige, auf der er auch die Slide-Technik beherrscht. Oft ist Kjellgren auch als Bassist zu hören, seltener als Organist, Keyboarder und Mandolinenspieler und vor allem mit Bourbon Boys am Banjo, der Mundharmonika und dem Dudelsack.

## Diskografie
Dieser Abschnitt stellt lediglich eine Auswahl der wichtigsten Beiträge Kjellgrens dar. Für Singles und EPs siehe die eigenen Einträge der Bands.

### Mit World Below
Für World Below spielte Kjellgren zudem auf jedem Album Gitarre und mischte alle Alben ab.
- 2004: Sacrifices to the Moon (Orgel, Mandoline, Gesang, Produktion, Tontechnik, Texte der Lieder 1–3, 7, 8, Komposition)
- 2005: Maelstrom (Gesang, Keyboards)
- 2006: Repulsion (Aufnahme, Mastering)

### Mastering u.Ä.
- 2001: Construcdead - God After Me (Demo, Aufnahme)
- 2006: Altaria - The Fallen Empire (Produktion, Abmischung, Mastering)
- 2007: Demonical - Servants of the Unlight (Tontechnik des Schlagzeugs)
- 2008: Dignity - Project Destiny (Abmischung)
- 2009: Demonical - Hellsworn (Mastering)
- 2009: Dark Funeral - Angelus Exuro pro Eternus (Mastering)
- 2009: Degradead - Out of Body Experience (Produktion, Tontechnik)
- 2009: Immortal - All Shall Fall (Mastering)
- 2010: Overkill - Ironbound (Mastering)
- 2011: Degradead - A World Destroyer (Produktion, Tontechnik)
- 2012: Belphegor - Blood Magik Necromance (Mastering)
- 2012: Deathtale - Apocalyptic Deadline (Mastering)
- 2012: Heidevolk - Batavi (Mastering)
- 2013: Amorphis - Circle (Mastering)
- 2013: Essence - Last Night of Solace (Mastering)
- 2015: Carach Angren - This Is No Fairytale (Mastering)
- 2016: Discharge - End of Days (Mastering)
- 2017: Carach Angren - Dance and Laugh Amongst the Rotten (Mastering)
- 2017: Thobbe Englund - Sold My Soul (Mastering)

Mit Facebreaker
Zu den anderen Tätigkeiten war Kjellgren hier stets als Abmischer tätig und für das Mastering zuständig.
- 2004: Bloodred Hell (Produktion, Aufnahme)
- 2008: Dead, Rotten and Hungry (Aufnahme)
- 2010: Infected (Tontechnik)
- 2012: Zombie God (EP, Tontechnik)

Mit Steel Attack
Hier war Kjellgren stets für die Aufnahme und die Abmischung tätig.
- 2004: Enslaved
- 2006: Diabolic Symphony (Produktion, Tontechnik, Mastering, Keyboards, Programmierung)

Mit In Mourning
Zu den anderen Tätigkeiten war Kjellgren hier stets als Abmischer tätig.
- 2006: Grind Denial (Demo, Produktion, Aufnahme)
- 2008: Shrouded Divine (Mastering, Produktion, Aufnahme)
- 2010: Monolith (Mastering, Produktion, Aufnahme, Gitarre im vierten Stück)
- 2012: The Weight of Oceans (Tontechnik, Mastering)

Mit The Absence
Bei beiden Alben war Kjellgren für das Mastering und die Abmischung zuständig.
- 2007: Riders of the Plague (Produktion, Tontechnik, Leadgitarre in den Stücken 11 und 12, Gesang im neunten Stück)
- 2010: Enemy Unbound

Mit Sonic Syndicate
- 2007: Only Inhuman (Produktion, Abmischung, Tontechnik, Mastering)
- 2008: Love and Other Disasters (Produktion, Tontechnik)
- 2010: We Rule the Night (Leadgitarre, Tontechnik für die Keyboards)

Mit Hypocrisy
Für Hypocrisy war Kjellgren für das Mastering zuständig.
- 2009: A Taste of Extreme Divinity
- 2011: Eraser (Single)
- 2011: Hell over Sofia - 20 Years of Chaos and Confusion (Live-DVD)
- 2013: End of Disclosure (auch Leadgitarre im zweiten Stück)

Mit October Tide
- 2010: A Thin Shell (Produktion, Bass)
- 2013: Tunnel of No Light (Aufnahme, Tontechnik, Mastering)

Mit Pain
Für Pain war Kjellgren für das Mastering zuständig.
- 2011: You Only Live Twice (auch Komposition von Leave Me Alone)[4]
- 2016: Coming Home (Slidegitarre in Absinthe-Phoenix Rising)

Mit Sabaton
Auf den folgenden Alben war Kjellgren für das Mastering zuständig.
- 2011: World War Live – Battle of the Baltic Sea (Abmischung)
- 2012: Carolus Rex (zusätzliche Aufnahmen, Tontechnik)
- 2014: Heroes (zusätzliche Aufnahmen, Tontechnik)
- 2016: The Last Stand (Dudelsack in Blood of Bannockburn)
- 2019: The Great War (Produktion)

Mit Civil War
Hier war Kjellgren für das Mastering zuständig.
- 2013: The Killer Angels (auch Abmischung)
- 2015: Gods and Generals (auch Abmischung der Bonusstücke)
- 2016: The Last Full Measure (auch Abmischung)

Mit Lindemann
- 2015: Skills in Pills (Banjo in Cowboy)
- 2019: F & M (Schlagzeug, alle Instrumente in Ach so gern)

### Gastauftritte als Musiker
- 2009: Arise - The Reckoning (Leadgitarre im vierten Stück)
- 2009: The Fading - In Sin We'll Find Salvation (Leadgitarre im siebten Stück)
- 2011: Truth Corroded - Worship the Bled (Leadgitarre in Knives of the Betrayed)
- 2016: Snowy Shaw - Alcoholocaust (Video)

Mit The Unguided
Hier wirkte Kjellgren als Gastbassist mit.
- 2011: Nightmareland (EP)
- 2011: Hell Frost

## Endnoten
1. ↑  Interview mit metalstorm.net
2. ↑  Offizielle Webpräsenz der Band
3. 1 2  Roadhouse Diet – Original Soundtrack, in: discogs.de
4. ↑   Pain (3) – You Only Live Twice, in: discogs.com

| Personendaten    | Personendaten                                               |
| ---------------- | ----------------------------------------------------------- |
| NAME             | Kjellgren, Jonas                                            |
| ALTERNATIVNAMEN  | Kjellgren, Jonas Mats (vollständiger Name)                  |
| KURZBESCHREIBUNG | schwedischer Multiinstrumentalist und Sänger im Genre Metal |
| GEBURTSDATUM     | 4. Juli 1977                                                |
| GEBURTSORT       | Avesta                                                      |